# Силвиньо
Си́лвио Ме́ндес Ка́мпос Жу́ниор (порт.-браз. Sylvio Mendes Campos Júnior; более известен как Силви́ньо (Sylvinho); род. 12 апреля 1974, Сан-Паулу) — бразильский футболист, левый защитник, тренер. За всю карьеру провёл 380 матчей, забил 25 мячей. Главный тренер сборной Албании.

## Карьера

### Игровая
Начал свою профессиональную карьеру в 1994 году в бразильском клубе «Коринтианс», в составе которого стал двукратным чемпионом страны. В 1999 году перешёл в английский «Арсенал», где выступал два года; первый сезон отыграл в основном составе, во втором же уступил место в основе Эшли Коулу, после чего в 2001 году перешёл в «Сельту» из Виго. Отыграв в «Сельте» три года, в 2004 году перешёл в «Барселону». Выступая за «Барсу», выиграл два чемпионата Испании, Суперкубок Испании и две Лиги чемпионов. 24 августа 2009 года на правах свободного агента перешёл в «Манчестер Сити», подписав с «горожанами» однолетний контракт.
В сборной Бразилии Силвиньо дебютировал в 1997 году в игре с российской сборной. За национальную команду Силвиньо провёл 6 матчей.
Силвиньо имеет испанский паспорт, полученный в 2004 году после трёх лет проживания в этой стране.
9 июля 2011 года Силвиньо завершил футбольную карьеру.

### Тренерская
23 мая 2021 года назначен главным тренером «Коринтианса». Контракт подписан до декабря 2022 года. 3 февраля 2022 года был уволен с поста главного тренера через несколько часов после домашнего поражения от «Сантоса» (1:2) в 3-м туре чемпионата штата Сан-Паулу 2022.

## Достижения

### В качестве игрока
«Коринтианс»
- Чемпион Бразилии: 1998, 1999
- 2-е место в чемпионате Бразилии: 1994
- Чемпион штата Сан-Паулу: 1995, 1997, 1999
- Обладатель Кубка Бразилии: 1995

 «Арсенал»
- 2-е место в чемпионате Англии: 1999/00, 2000/01

 «Барселона»
- Чемпион Испании: 2004/05, 2005/06, 2008/09
- 2-е место в чемпионате Испании: 2003/04, 2006/07
- 3-е место в чемпионате Испании: 2007/08
- Обладатель Кубка Испании: 2008/09
- Обладатель Суперкубка Испании: 2005, 2006
- Победитель Лиги чемпионов: 2005/06, 2008/09